# Estadio Denizli Atatürk
El Estadio Denizli Atatürk (en turco: Denizli Atatürk Stadyumu) es un estadio de fútbol ubicado en la ciudad de Denizli, Turquía. El estadio inaugurado en septiembre de 1950 posee una capacidad para 18 745 espectadores. Alberga al club Denizlispor de la Superliga de Turquía.
En mayo de 2019 tras conseguir el club el ascenso a la Superliga tras nueve temporadas, el presidente del club Ali Çetin anunció que el estadio ampliara su capacidad en 3000 asientos. Los trabajos de remodelación comenzaron el 13 de junio de 2019.

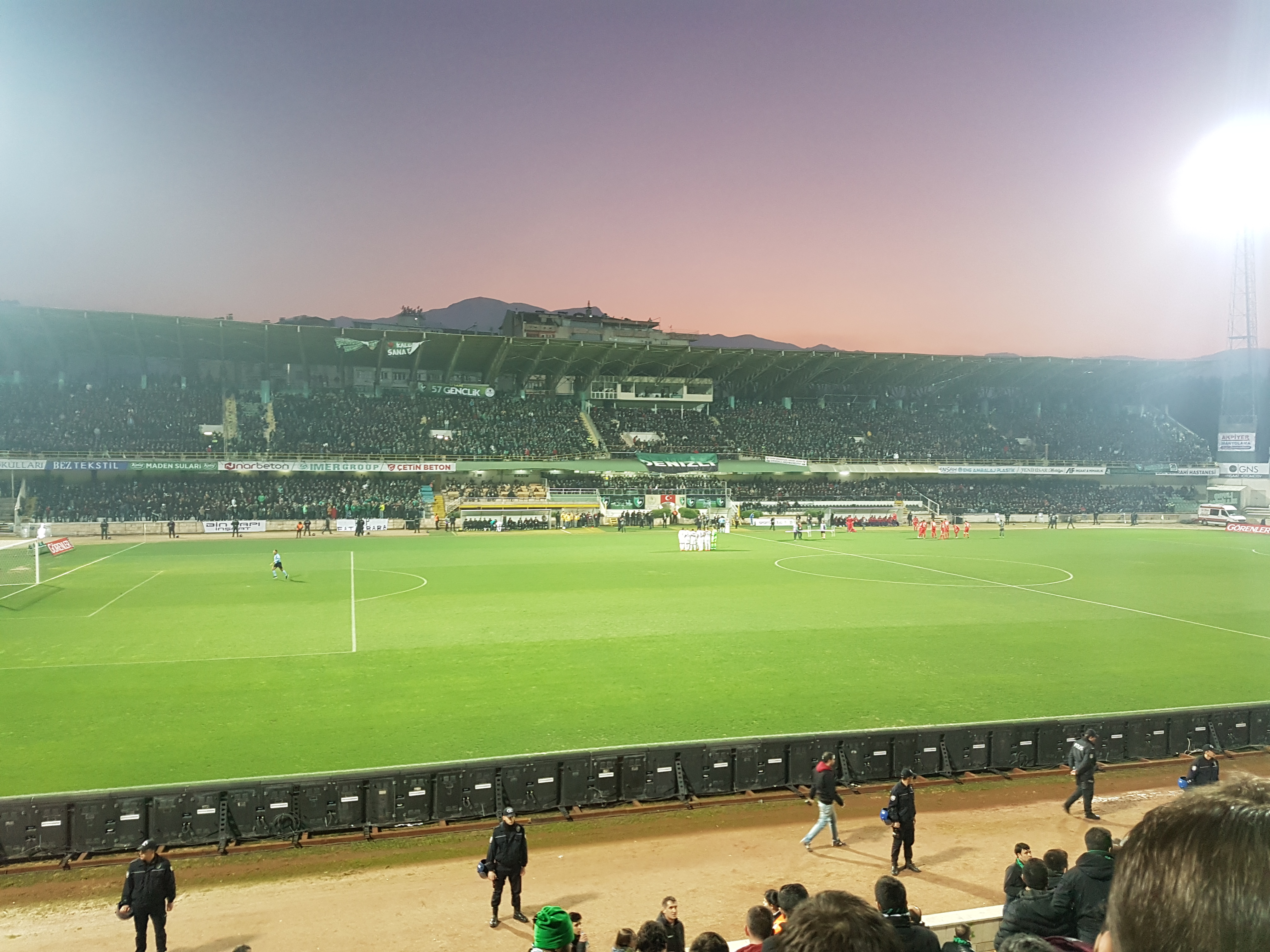
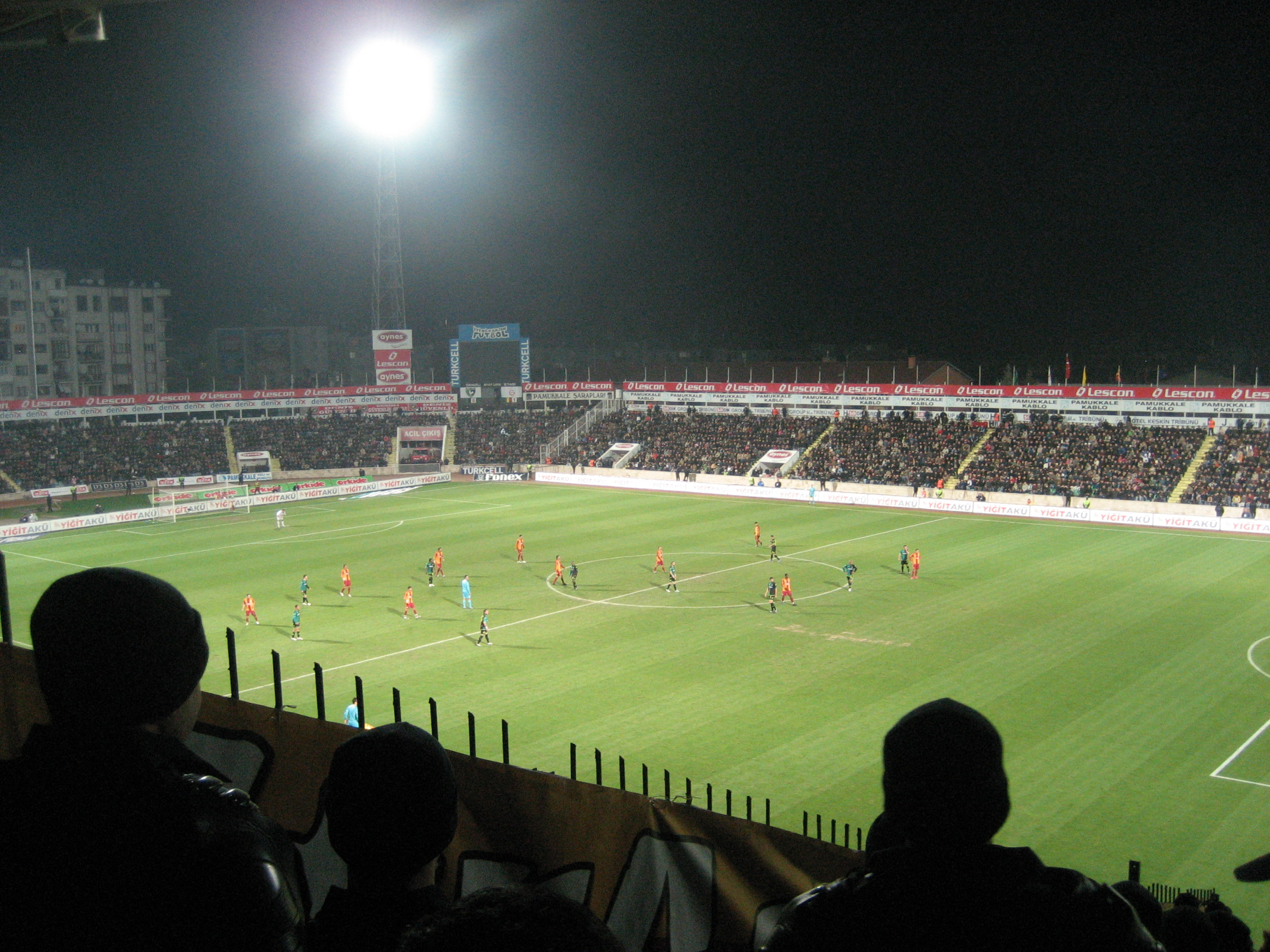